# Tiro ai II Giochi olimpici giovanili estivi
Le gare di tiro a segno ai II Giochi olimpici giovanili estivi sono state disputate a Nanchino dal 17 al 22 agosto 2014.

## Medagliere
| Pos.   | Paese         | Oro | Argento | Bronzo | Totale |
| ------ | ------------- | --- | ------- | ------ | ------ |
| 1      | Egitto        | 1   | 1       | 0      | 2      |
| 2      | Ucraina       | 1   | 0       | 1      | 2      |
| 2      | Ungheria      | 1   | 0       | 1      | 2      |
| 4      | Bulgaria      | 1   | 0       | 0      | 1      |
| 4      | Cina          | 1   | 0       | 0      | 1      |
| 4      | Polonia       | 1   | 0       | 0      | 1      |
| 4      | Svizzera      | 1   | 0       | 0      | 1      |
| 4      | Uzbekistan    | 1   | 0       | 0      | 1      |
| 9      | Singapore     | 0   | 2       | 0      | 2      |
| 10     | Corea del Sud | 0   | 1       | 1      | 2      |
| 11     | Argentina     | 0   | 1       | 0      | 1      |
| 11     | Armenia       | 0   | 1       | 0      | 1      |
| 11     | Messico       | 0   | 1       | 0      | 1      |
| 11     | Russia        | 0   | 1       | 0      | 1      |
| 15     | Francia       | 0   | 0       | 1      | 1      |
| 15     | Germania      | 0   | 0       | 1      | 1      |
| 15     | Guatemala     | 0   | 0       | 1      | 1      |
| 15     | Lettonia      | 0   | 0       | 1      | 1      |
| 15     | Taipei cinese | 0   | 0       | 1      | 1      |
| Totale | Totale        | 8   | 8       | 8      | 24     |

## Podi

### Maschili
| Specialità   | Oro               | Argento         | Bronzo          |
| Carabina 10m | Yang Haoran       | Hrachik Babayan | István Péni     |
| Pistola 10m  | Pavlo Korostyl'ov | Kim Cheong-Yong | Edouard Dortomb |

### Femminili
| Specialità   | Oro           | Argento                | Bronzo       |
| Carabina 10m | Sarah Hornung | Martina Lindsay Veloso | Julia Budde  |
| Pistola 10m  | Agata Nowak   | Margarita Lomova       | Kim Min-Jung |

### Eventi a squadre miste
| Specialità    | Oro                                              | Argento                                    | Bronzo                                            |
| Carabina 10 m | Squadra mista Hadir Mekhimar István Péni         | Squadra mista Fernanda Russo Santos Valdés | Squadra mista Lu Shao-Chuan Viktorija Suchorukova |
| Pistola 10m   | Squadra mista Lidija Nenčeva Vladimir Svechnikov | Squadra mista Ahmed Mohamed Xiu Yi Teh     | Squadra mista Wilmar Madrid Agate Rašmane         |